# Mirnyj (město v Archangelské oblasti)
Mirnyj (rusky Мирный) je uzavřené město na severu evropské části Ruska v Archangelské oblasti. V hranicích městského okruhu se nachází Kosmodrom Pleseck. V roce 2015 zde žilo 32 066 obyvatel.